# Seekarlesschneid
De Seekarlesschneid is een 3207 meter hoge bergtop in de Ötztaler Alpen in de gemeente Sankt Leonhard im Pitztal in de Oostenrijkse deelstaat Tirol.
De berg ligt in de Kaunergrat, waar het de meest westelijke top van een in oostwestelijke richting verlopende bergkam vormt, waarin ook de Hoher Kogel, de Zuragkogel, de Brandkogel en de Steinkogel gelegen zijn. Op de noordwestelijke flank van de berg is de gletsjer Plangeroßferner gelegen; op de zuidwestelijke flank de Seekarlesferner. Vanaf de Kaunergrathütte en de Rifflseehütte is de top van de Seekarlesschneid in drie tot vier uur te bereiken. De meest geëigende route daartoe loopt over de noordoostelijke graat en kent een UIAA-moeilijkheidsgraad II. Een andere, evenzware route loopt over het gletsjerijs van de Plangeroßferner en de westelijke graat. De zware noordwestelijke benadering van de top (UIAA-V+) werd in 1946 voor het eerst ondernomen door H. Klier, W. Purtscheller en W. Gruber.